# Período de indução

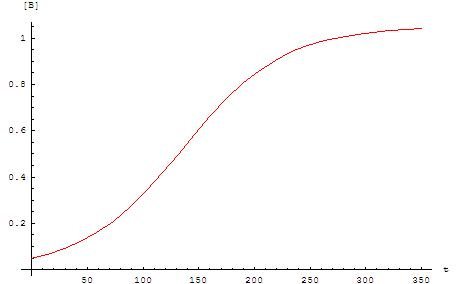
Uma curva sigmóide de uma reação autocatalítica. Quando t = 0 a 50, a taxa de reação é baixa. Posteriormente, a reação acelera, até quase todos os reagentes terem sido consumidos. Nesse ponto, a taxa de reação diminui.

Um período de indução em cinética química é um estágio inicial lento de uma reação química; após o período de indução, a reação acelera. Ignorar os períodos de indução pode levar a reações runaway.
Em algumas reações catalíticas, uma pré-catálise necessita sofrer uma transformação para formar o catalisador ativo, antes que o catalisador possa causar significativo efeito. Tempo é requerido para esta transformação, daí o período de indução. Por exemplo, com catalisador de Wilkinson, um ligando de trifenilfosfina deve dissociar-se resultando na espécie de 14 elétrons  coordenativamente insaturado a qual pode participar no ciclo catalítico:

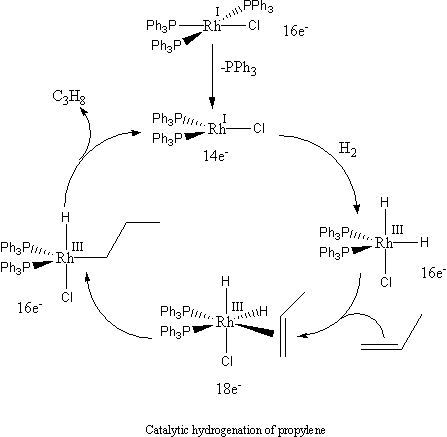
Catalisador de Wilkinson requer ativação antes de poder participar do ciclo catalítico.

Similarmente, para uma reação autocatalítica, onde um dos produtos de reação catalisa a própria reação, a taxa de reação é baixa inicialmente até que produtos suficientes tenham se formado para catalisar a reação.
Geralmente reações aceleradas quando calor é aplicado. Onde uma reação é exotérmica, a taxa da reação pode inicialmente ser baixa. À medida que a reação prossegue, o calor é gerado e a taxa de reação aumenta. Este tipo de reação muitas vezes também exibe um período de indução.
Reagentes de Grignard são notórios por ter períodos de indução. Isso geralmente é devido a duas razões: Primeiramente, a película fina de óxido sobre o reagente de magnésio deve ser removida antes que o magnésio possa reagir totalmente. Secundariamente, as reações de Grignard, enquanto exotérmicas, são tipicamente conduzidas a baixa temperatura para uma melhor seletividade. Por estes dois motivos, as reações de Grignard frequentemente podem ter um longo período de indução, seguido por um runaway térmico, podendo causar a fervura do solvente da reação.